# Stribog
 Ovo je glavno značenje pojma Stribog. Za hrvatski black/folk metal sastav pogledajte Stribog (sastav).
Stribog (staroruski: Стрибог) božanstvo je u mitologiji istočnih Slavena koje se spominje u Kijevskom ljetopisu i osporenom Spjevu o Igorevu pohodu.
Kijevski ljetopis navodi da je 980. godine Vladimir, knez Kijeva, odlučio podići kumire božanstava Perun, Hrs, Dažbog, Stribog, Sjemargl i Mokoš. Ti kumiri nalazili su ispred njegovog dvora na kijevskoj Gori koji se nalazio iznad Dnjepra. Osam godina kasnije, 988., nakon što je Vladimir pokršten, dao je srušiti navedene kumire. Spjev o Igorevu pohodu navodi ga kao djeda vjetrova (»[...] вѣтри, Стрибожи вънуци [...]«).